# Semantic Scholar
Семантичне вчення[джерело?], англ. Semantic Scholar — це дослідницький інструмент для наукової літератури на основі штучного інтелекту, розроблений в Інституті ШІ ім. Аллена та оприлюднений у листопаді 2015 року. Він використовує досягнення в обробці природної мови для створення резюме для наукових робіт. Команда Semantic Scholar активно досліджує використання штучного інтелекту в оброблянні природної мови, машинному навчанні, взаємодії людини з комп'ютером і пошуку інформації.
Semantic Scholar починався як база даних, присвячена темам інформатики, геонауки та нейронауки. Однак у 2017 році система почала включати до свого корпусу біомедичну літературу. Станом на вересень 2022 року вони налічували понад 200 мільйонів публікацій з усіх галузей науки.

## Технології
Semantic Scholar надає короткий виклад наукової літератури (Scientific literature) одним реченням. Однією з його цілей було вирішення проблеми читання численних заголовків і довгих анотацій на мобільних пристроях. Цей інструмент також сприяє тому, щоб три мільйони наукових робіт, які публікуються щорічно, досягли читачів, оскільки, за оцінками, лише половина цієї літератури коли-небудь читається.
Штучний інтелект використовується для вловлення змісту публікації, генеруючи його за допомогою «абстрактної» техніки. У проекті використовується поєднання машинного навчання, обробляння природної мови та машинного бачення, щоб додати рівень семантичного аналізу до традиційних методів аналізу цитування та витягти відповідні цифри, таблиці, сутності та місця проведення з документів.
На відміну від Google Scholar і PubMed, Semantic Scholar призначено для виділення найважливіших і впливових елементів публікації. Технологія ШІ має виявляти, приховані зв'язки і зв'язки між темами досліджень. Як і раніше, цитовані пошукові системи, Semantic Scholar також використовує графові структури, які включають Microsoft Academic Knowledge Graph, Springer Nature's SciGraph і Semantic Scholar Corpus.
Кожній статті, розміщеній у Semantic Scholar, присвоюється унікальний ідентифікатор під назвою Semantic Scholar Corpus ID (скорочено S2CID). Наступний запис є прикладом:
Liu, Ying; Gayle, Albert A; Wilder-Smith, Annelies; Rocklöv, Joacim (March 2020). The reproductive number of COVID-19 is higher compared to SARS coronavirus. Journal of Travel Medicine. 27 (2). doi:10.1093/jtm/taaa021. PMID 32052846. {{S2CID|211099356}}.
Semantic Scholar є безкоштовним у використанні та на відміну від подібних пошукових систем (тобто Google Scholar) не шукає матеріали, які знаходяться «за стіною» платного доступу.
Одне дослідження порівнювало пошукові можливості Semantic Scholar за допомогою систематичного підходу та виявило, що пошукова система була точною на 98,88 % при спробі розкрити дані. У цьому ж дослідженні вивчалися інші функції Semantic Scholar, включно з інструменти для опитування метаданих, а також кілька інструментів цитування.

## Кількість користувачів і публікацій
Станом на січень 2018 року, після проєкту 2017 року, який додав біомедичні статті та резюме тем, корпус Semantic Scholar включав понад 40 мільйонів робіт з інформатики та біомедицини. У березні 2018 року Даг Реймонд, який розробляв ініціативи машинного навчання для платформи Amazon Alexa, був найнятий для керівництва проектом Semantic Scholar. Станом на серпень 2019 року кількість включених метаданих статей (не фактичних PDF-файлів) зросла до понад 173 мільйонів після додавання записів Microsoft Academic Graph. У 2020 році партнерство між Semantic Scholar і University of Chicago Press Journals зробило всі статті, опубліковані в University of Chicago Press, доступними в корпусі Semantic Scholar. Наприкінці 2020 року Semantic Scholar проіндексувало 190 мільйонів документів.
У 2020 році кількість користувачів Semantic Scholar досягла семи мільйонів на місяць.